# Сонцов, Дмитрий Петрович
Дмитрий Петрович Сонцов (12 (25) ноября 1812 — 20 августа (1 сентября) 1875) — русский нумизмат и собиратель древностей из рода Сонцовых.
Один из основателей Московского археологического общества.

## Биография
Родился в семье воронежского губернатора Петра Александровича Сонцова и его жены Екатерины Дмитриевны, урождённой Чертковой. Страсть к древностям унаследовал от своего дядюшки А. Д. Черткова.
Получив образование в Пажеском корпусе, состоял адъютантом при графе И. Ф. Паскевиче; участвовал в польской (1831) и венгерской (1848—1849) кампаниях. Затем состоял адъютантом при московском генерал-губернаторе А. Г. Щербатове, после чего вышел в отставку.
В 1860 году Сонцов издал свой первое нумизматическое сочинение «Деньги и пулы древней Руси, великокняжеские и удельные» со 123 рисунками в 12 таблицах. Позднейшие исследователи отмечали, что изображения монет в сочинениях Сонцова сделаны были не с оттисков, а от руки, и, вследствие этого, имели значительные неточности. Много неточностей было и в описаниях монет. Д. П. Сонцов прилагал свои усилия к тому, чтобы собирание монет было не только коллекционированием, но имело научный характер: он подвергал критике поднятые другими спортные вопросы, сопровождал многие описания древнерусских монет археологическими и историческими комментариями, составил пособие (по княжеской генеалогии) для занимавшихся нумизматикой удельного периода (1869), делал выписки из летописей и актов; при этом ему не хватало соответствующего образования.
Его коллекции монет (римские, польские, русские, чешские, венгерские) были переданы сыном, Д. Д. Сонцовым, в Румянцевский музей. В коллекциях были обнаружены несколько грубо подделанных фальшивых монет.

## Семья
Дмитрий Сонцов был женат дважды:
Первая жена (c 1840 года) — княжна Варвара Павловна Гагарина (1822 — 13.03.1900), известная московская красавица, дочь князя Павла Павловича Гагарина и Марии Григорьевны Глазенап. Супруги жили неладно между собой. Причиной их разлада была тёща, носившая в обществе прозвище «княгиня Мегера». Д. П. Сонцов жил по службе в Петербурге, а Варвара Павловна при матери в Москве. Умерла в Париже и была похоронена на кладбище Монмартр.
Вторая жена — Ю. П. Перчель.

## Сочинения
- Роспись древней русской утвари из церковного и домашнего быта до 18 столетия, находящейся в Археологе-нумизматическом хранилище. — М.: Типография В. Готье, 1857.
- Деньги и пулы древней Руси, великокняжескія и удѣльныя, Том 1 (М., 1860) — затем последовали: «прибавленіе второе» (М., 1862).
- Нумизматическия изслѣдования славянских монет, часть 1-я. — М.: Университетская типография, 1865 — вскоре последовало дополнение: часть 1-я, выпуск II (М., 1867).
- Справочная книга для занимающихся удельным периодом русской истории. — М.: типография А. И. Мамонтова (Санкт-Петербург), 1869. — 42 с.
- О Каменном вѣкѣ. — М.: Университетская типография, 1870. — 27 с.
- Из воспоминаний о Венгерской кампании. (Заметки участника и очевидца). — М.: тип. Ф. Иогансон, 1871. — 32 с.[2]
- Очерк истории русского народа до XVII столетия. — М., 1875.[3]

Его статьи по нумизматике печатались в «Археологическом вестнике», «Трудах московского археологического общества», «Известиях русского археологического общества».